# クラシックパーク
『クラシックパーク』は、グリーンチャンネルで放送されていた競馬番組。略称はクラパ。2002年5月5日に放送を開始。2008年をもって放送終了。

## 概要
競馬の3歳クラシックレースやその他のGIレースの予想をする「予想編」と、予想したレースの終了後に反省会を行う「結果編」があり、春と秋の両シーズンに特別番組として放送されている。基本的に予想編は生放送で行われる。
また、正月には新春スペシャルとして中山金杯・京都金杯の予想を行ったり、夏には札幌競馬場で行われるグリーンチャンネルカップの予想も行っている。
生放送のときは、視聴者の予想や番組で出題したクイズの回答などをウェブサイトの専用フォームとメールで受け付けている。また、FAXでは応援メッセージのみ受け付けており、それぞれ番組中に随時紹介している。
番組のロゴとマークは映画の『ジュラシック・パーク』を模倣しており、恐竜を馬に置き換えたものが使われている。

## 出演者
- 園長（司会）
  - 三遊亭五九楽（落語家）
- 副園長
  - 岡部玲子（タレント）
    - 以前の肩書は「FAX・メール室長」であったが、2007年より視聴者からの予想やメッセージの受け付け方法が変わったため、4月5日放送分では肩書が「副園長代理」となり、5月17日放送分では「マネージャー」となった。2008年の時点では「副園長」となっていた。
- パネラー
  - 須田鷹雄（競馬ライター）
  - 水上学（放送作家）
  - 北野義則（放送作家）
  - 内藤裕敬（演出家）
- クラパギャル
  - アシスタントとして毎回違う女性2名が登場。クラパギャル1号、2号のように、番組の第1回目から続く通し番号が付けられる。
- 馬界I号（まかいいちごう）
  - アシスタントとして登場するマスクマン。